# 费伦·希尔
费伦·希尔（英語：Phelan Hill，1979年7月21日—），英国男子赛艇运动员。他曾代表英国参加2012年和2016年夏季奥林匹克运动会赛艇比赛，获得一枚金牌和一枚铜牌。